# Pseudocyclosorus dehuaensis
Pseudocyclosorus dehuaensis är en kärrbräkenväxtart som beskrevs av Y. X. Lin. Pseudocyclosorus dehuaensis ingår i släktet Pseudocyclosorus och familjen Thelypteridaceae. Inga underarter finns listade.